# Gonzalo Delgrás
Gonzalo Delgrás est un réalisateur espagnol né le 3 octobre 1897 à Barcelone et mort le 24 octobre 1984 à Madrid.

## Filmographie
- 1939 : Servante et Star (es) (La tonta del bote)
- 1941 : Los millones de Polichinela (es)
- 1941 : La doncella de la duquesa
- 1942 : Un marido a precio fijo
- 1942 : La condesa María
- 1943 : Cristina Guzmán (es)
- 1943 : La boda de Quinita Flores
- 1944 : Altar mayor (es)
- 1944 : Ni tuyo ni mío
- 1945 : El misterioso viajero del Clipper
- 1946 : Los habitantes de la casa deshabitada (es)
- 1947 : Oro y marfil (es)
- 1947 : Trece onzas de oro
- 1948 : Un viaje de novios
- 1950 : La mujer de nadie (es)
- 1951 : Bajo el cielo de Asturias (es)
- 1955 : El hombre que veía la muerte
- 1957 : El genio alegre (es)
- 1957 : La Fille de Juan Simon (en) (La hija de Juan Simón)
- 1958 : Le Christ aux lanternes (es) (El Cristo de los Faroles)
- 1961 : Café de Chinitas (es)